# Герхард I фон Рандерат
Герхард I фон Рандерат (на немски: Gerhard I von Randerath; Gerard I von Randerode; † сл. 1167) е благородник от род Рандерат (Рандероде), господар на Рандерат, днес част от Хайнсберг в Северен Рейн-Вестфалия на река Вурм.

## Произход и наследство
Той е син на Харпер фон Рандерат († сл. 1109). Брат е на Харпер фон Рандерат († сл. 1157) и на Вилхелм фон Рандерат († сл. 1147), каноник в Бон и в „Св. Мария ад градус“ в Кьолн. Племенник е на Арнолд фон Рандерат († 1151), архиепископ на Кьолн (1113 – 1151).
Господарите фон Рандерат са значим благороднически род в региона с големи собствености. Резиденцията е замък Рандерат на река Вурм. Те са фогти на Прюм и Ехтернах в Тайстербанд-гау. Най-старият прародител граф Иммо фон Спонхайм е абат на Горз (984 – 1008), Прюм (1003 – 1006) и Райхенау (1006 – 1008).
Брат му има конфликти с господарите на Хайнсберг и замъкът Рандерат е разрушен. През 1225 г. синът му Герхард II фон Рандерат получава град Рандерат от херцог Валрам IV фон Лимбург († 1226). През 1239 г. замъкът отново е разрушен чрез херцога на Брабант.
Родът измира по мъжка линия с Арнолд II фон Рандерат († 1390), потомък на внука му Лудвиг I († 1279). Неговата дъщеря Мария фон Рандерат/Рандероде († 1414) е омъжена през 1391 г. за Вилхелм фон Хорн († след 1395) и продава през 1392 г. господството на Херцогство Юлих.

## Фамилия
Герхард I фон Рандерат се жени за Елизабет фон Лидберг († сл. 1166), дъщеря на граф Херман фон Лидберг и Хедвиг фон Меер. Те имат трима сина и една дъщеря:
- Гозвин фон Рандероде († сл. 1147)
- Вилхелм фон Рандероде († сл. 1166)
- Хайлвиг, монахиня в „Юбервасер“ в Мюнстер
- Герхард II фон Рандерат († 1247), господар на Рандерат и Лидберг, женен за Беатрикс фон Аре († 1247), дъщеря на граф Улрих фон Аре († 1197). Баща на:
  - Лудвиг I фон Рандерат-Лидберг († 1279), женен за Юта, баща на Лудвиг II фон Рандерат († 1299)
  - Герхард III фон Рандерат († сл. 1251/сл. 1257)
  - Гозвин († сл. 1259), електор на Утрехт
  - Беатрикс фон Рандерат († 2 февруари 1246), омъжена за Герхард IV фон Лимбург-Васенберг († 1254), внук на херцог Хайнрих III фон Лимбург († 1221) и София фон Саарбрюкен († сл. 1215)
  - Юта фон Рандероде († пр. 1247)